# Loleta (Kalifornija)
Loleta je naseljeno područje za statističke svrhe u američkoj saveznoj državi Kalifornija. Prema popisu stanovništva iz 2010. u njemu je živjelo 783 stanovnika.